# (2493) Elmer
(2493) Elmer est un astéroïde de la ceinture principale.

## Description
(2493) Elmer est un astéroïde de la ceinture principale. Il fut découvert le 1er décembre 1978 à Harvard par l'observatoire de l'université Harvard. Il présente une orbite caractérisée par un demi-grand axe de 2,79 UA, une excentricité de 0,17 et une inclinaison de 8,7° par rapport à l'écliptique.

## Compléments